# Grandifoxus dixonensis
Grandifoxus dixonensis är en kräftdjursart som beskrevs av Jarrett och Edward Lloyd Bousfield 1994. Grandifoxus dixonensis ingår i släktet Grandifoxus och familjen Phoxocephalidae. Inga underarter finns listade i Catalogue of Life.